# Walter F. Parkes
Pour les articles homonymes, voir Parkes.
Walter F. Parkes (parfois crédité sous le nom de Walter Parks), est un producteur, scénariste, monteur et réalisateur américain, né le 15 avril 1951 à Bakersfield (Californie).
Il a notamment beaucoup travaillé avec Steven Spielberg et sa société DreamWorks.

## Filmographie

### Réalisateur
- 1975 : The California Reich + monteur + producteur

### Scénariste
- 1983 : WarGames
- 1991 : Eddie Dodd, série télévisée + producteur délégué
- 1992 : Les Experts + producteur

### Producteur
- 1985 : Toujours prêts (Volunteers)
- 1987 : Project X
- 1989 : Coupable Ressemblance
- 1990 : L'Éveil
- 1994 : Birdland, série télévisée
- 1994 : Little Giants
- 1995 : Extravagances (producteur délégué)
- 1996 : Le Patchwork de la vie (producteur délégué)
- 1996 : Twister (producteur délégué)
- 1996 : Réactions en chaîne (producteur délégué)
- 1997 : Men in Black
- 1997 : Le Pacificateur
- 1997 : Men in Black, série télévisée d'animation
- 1997 : Amistad (producteur délégué)
- 1998 : Deep Impact (producteur délégué)
- 1998 : Small Soldiers (producteur délégué)
- 1998 : Le Masque de Zorro (producteur délégué)
- 2000 : Gladiator (producteur délégué)
- 2001 : A.I. Intelligence artificielle (producteur délégué)
- 2002 : La Machine à explorer le temps
- 2002 : Minority Report
- 2002 : Men in Black II
- 2002 : Les Sentiers de la perdition (producteur délégué)
- 2002 : Le Smoking (producteur délégué)
- 2002 : Le Cercle - The Ring
- 2002 : Arrête-moi si tu peux
- 2004 : Le Terminal
- 2004 : Les Désastreuses Aventures des orphelins Baudelaire
- 2005 : Le Cercle 2
- 2005 : The Island
- 2005 : Et si c'était vrai...
- 2005 : La Légende de Zorro
- 2007 : The Lookout
- 2007 : The Kite Runner (producteur délégué)
- 2007 : Sweeney Todd : Le Diabolique Barbier de Fleet Street
- 2008 : Les Intrus
- 2008 : The Ring 3
- 2008 : Dinner for Schmucks
- 2009 : Loin de la terre brûlée
- 2009 : Master of Space and Time
- 2012 : Men in Black 3
- 2019 : Men in Black International de F. Gary Gray
- 2020 : Les Sept de Chicago (The Trial of the Chicago 7) d'Aaron Sorkin
- 2024 : Gladiator 2 de Ridley Scott
- 2024 : Deep Cover de Tom Kingsley